# Tingena basella
Tingena basella är en fjärilsart som först beskrevs av Walker 1863c.  Tingena basella ingår i släktet Tingena och familjen praktmalar. Inga underarter finns listade i Catalogue of Life.